# Glen Ord
Glen Ord er et destilleri i Det Skotske Højland grundlagt i 1838, og det er de eneste tilbageværende skotske single malt-destilleri på Black Isle. Glen Ord ligger i landsbyen Muir of Ord i whisky-regionen Highlands. Siden 1997 har det været en del af Diageo.
En overgang var single malt whisky fra Glen Ord kendt som Glenordie
Destilleriet producerer både Glen Ord whisky, whisky til Johnnie Walker blended whisky og Diageos Singleton-serie.